# Ralph Goodale
Ralph Edward Goodale (ur. 5 października 1949 w Regina, Saskatchewan) – polityk kanadyjski, minister kilku restortów, działacz Liberalnej Partii Kanady.
Studiował prawo na University of Regina i University of Saskatchewan w Saskatoon. Zaangażował się w politykę w młodym wieku i już w 1974 został wybrany do parlamentu federalnego. Przegrał walkę o reelekcję w 1979, ale został dostrzeżony jako obiecujący młody polityk, m.in. kanadyjska edycja "Time" wymieniła go w gronie potencjalnych przyszłych szefów rządu. W 1981 został wybrany na przewodniczącego Partii Liberalnej Saskatchewan. Pod jego kierownictwem partia uzyskała słaby rezultat w wyborach do zgromadzenia prowincji w 1982 (nie zdobywając żadnego mandatu), ale sam Goodale zgromadził znaczącą liczbę głosów i utrzymał pozycję lidera. W kolejnych wyborach w 1986 jako jedyny przedstawiciel liberałów znalazł się w zgromadzeniu prowincji.
W 1988 zrezygnował z kierowania Partią Liberalną Saskatchewan z zamiarem ubiegania się o funkcję lidera federalnego liberałów kanadyjskich, ale nie zdobył nawet mandatu delegata na konwencję wyborczą. Wycofał się wówczas na kilka lat z życia politycznego i podjął pracę w sektorze prywatnym, m.in. w ubezpieczeniach. W 1993 został ponownie wybrany do parlamentu. W rządzie Jeana Chrétiena został powołany na stanowisko ministra rolnictwa (od 1995 jako minister rolnictwa i żywności rolniczej).
W 1997 objął resort zasobów naturalnych. W 2002 pełnił przez kilka miesięcy funkcję lidera frakcji rządowej w parlamencie (jednocześnie jako minister stanu). W latach 2002–2003 był ministrem robót publicznych i służby rządowej. W grudniu 2003 nowy premier Paul Martin powierzył mu funkcję ministra finansów.
Po porażce liberałów w przedterminowych wyborach parlamentarnych w 2006 utracił stanowisko ministerialne (w resorcie finansów zastąpił go Jim Flaherty z Partii Konserwatywnej), ale pozostał deputowanym; objął funkcję parlamentarnego lidera opozycji.
Nosi tytuł członka Tajnej Rady Królowej ds. Kanady.